# 한서고등학교
한서고등학교(漢西高等學校)는 대한민국 서울특별시 강서구 방화동에 위치한 사립 고등학교이다.

## 학교 연혁
- 1983년 7월 1일 : 학교법인 지산학원 설립인가, 설립자 김재천 선생 초대 이사장 취임
- 1983년 7월 20일 : 강서구 방화동 산166-1에 학교부지 22,065m2 매입
- 1984년 2월 17일 : 서울시교육청 한서고등학교 남,여 30학급 설립 인가
- 1985년 1월 20일 : 본관 4층 50개 교실 준공
- 1985년 3월 11일 : 제1회 신입생 (남 5, 여 5학급) 입학
- 1988년 2월 3일 : 제1회 졸업식 (남 266명, 여 272명 계 538명)
- 2006년 12월 15일 : 학생식당 및 문화관 증축 (지하 1층, 지상 4층)
- 2011년 3월 2일 : 교육과학부 선정 창의인성교육 교과 연구팀 운영
- 2018년 12월 5일 : 교육부 2019 고교학점제 연구학교 공모 선정
- 2019년 10월 16일 : 제13대 김종희 교장 취임
- 2022년 9월 16일 : 제2대 이사장 김양석 박사 취임
- 2023년 2월 1일 : 제36회 졸업식(남 92명, 여 111명 계 203명) 누적 14,810명 배출
- 2023년 3월 2일 : 제39회 입학식(남 115명, 여 119명 계 234명)
- 2023년 9월 1일 : 제14대 김원찬 교장 취임

## 참고 자료
- 한서고등학교 - 한국교육학술정보원 학교알리미